# Dunstable (Massachusetts)
Dunstable és una població dels Estats Units a l'estat de Massachusetts. Segons el cens del 2007 tenia 3.290 habitants.

## Demografia
Segons el cens del 2000, Dunstable tenia 2.829 habitants, 923 habitatges, i 798 famílies. La densitat de població era de 66 habitants/km².
Dels 923 habitatges en un 47,5% hi vivien nens de menys de 18 anys, en un 76,7% hi vivien parelles casades, en un 7,2% dones solteres, i en un 13,5% no eren unitats familiars. En el 10,3% dels habitatges hi vivien persones soles el 3,7% de les quals corresponia a persones de 65 anys o més que vivien soles. El nombre mitjà de persones vivint en cada habitatge era de 3,07 i el nombre mitjà de persones que vivien en cada família era de 3,31.
Per edats la població es repartia de la següent manera: un 31,1% tenia menys de 18 anys, un 4,4% entre 18 i 24, un 31,4% entre 25 i 44, un 26,2% de 45 a 60 i un 6,8% 65 anys o més.
L'edat mediana era de 37 anys. Per cada 100 dones de 18 o més anys hi havia 93,3 homes.
La renda mediana per habitatge era de 86.633 $ i la renda mediana per família de 92.270$. Els homes tenien una renda mediana de 61.425 $ mentre que les dones 39.946$. La renda per capita de la població era de 30.608$. Entorn del 2,1% de les famílies i l'1,9% de la població estaven per davall del llindar de pobresa.